# فيكتور تورب
فيكتور تورب (بالدنماركية: Victor Torp)‏ هو لاعب كرة قدم دنماركي في مركز الوسط، ولد في 30 يوليو 1999 في لمبيك ‏ في الدنمارك.

## وصلات خارجية
- فيكتور تورب على موقع اتحاد النرويج (النرويجية)
- فيكتور تورب على موقع قاعدة بيانات كرة القدم.إي يو (الإنجليزية)
- فيكتور تورب على موقع Soccerway.com (الإنجليزية)
- فيكتور تورب على موقع عالم كرة القدم.نت (الإنجليزية)